# 14-es busz (Szeged)
A szegedi 14-es jelzésű autóbusz Tarján, Víztorony tér és a Gumigyár között közlekedett, Rókus érintésével.

## Története
M14
Az M14-es járat a Tarján, Víztorony tér és a Gumigyár között közlekedett 1985-ben.
14-es
Az „M” betű elhagyásával a járat jelzése 14-es lett 1996-ban.[forrás?] A Tarján, Víztorony tér – Budapesti krt. – Csillag tér – Retek utca – Rózsa utca – Csongrádi sgt. – Rókusi krt – Dorozsmai út – Budapesti út – Gumigyár útvonalon közlekedett 1997-ben és 1999-ben. A legutolsó menetrend szerint munkanapokon Tarjánból 5.15-kor, 5.25-kor, 6.00-kor és 13.15-kor, a Gumigyártól 5.35-kor, 5.45-kor, 6.25-kor, 14.30-kor és 15.30-kor (ez a járat csak hétfőtől csütörtökig munkanapokon közlekedett) indult. A 14-es járat 2004. július 2-án járt utoljára.

## Útvonala
| Gumigyár felé | Tarján, Víztorony tér felé |
| --- | --- |
| Tarján, Víztorony tér vá. – Budapesti körút – Csillag tér – Retek utca – Rózsa utca – Csongrádi sugárút – Rókusi körút – Dorozsmai út – Budapesti út – Gumigyár vá. | Gumigyár vá. – Budapesti út – Dorozsmai út – Rókusi körút – Csongrádi sugárút – Rózsa utca – Retek utca – Csillag tér – Budapesti körút – Tarján, Víztorony tér |

## Megállóhelyei
| 0  | 0,0 | Tarján, Víztorony tér végállomás  | 8,2 | 20 |
| 1  | 0,5 | Szilléri sugárút                  | 7,7 | 19 |
| 2  | 1,0 | Szamos utca                       | 7,1 | 18 |
| 3  | 1,3 | József Attila sugárút             | 6,9 | 17 |
| 6  | 1,9 | Rózsa utca                        | 6,5 | 14 |
| 7  | 2,2 | Diófa Vendéglő                    | 5,9 | 13 |
| 8  | 2,7 | Makkosházi körút                  | 5,5 | 12 |
| 9  | 3,1 | Vértói út                         | 5,2 | 11 |
| 10 | 3,5 | Rókusi II. számú Általános Iskola | 4,8 | 10 |
| 11 | 3,8 | Víztorony                         | 4,5 | 9  |
| 12 | 4,2 | Kisteleki utca                    | 4,1 | 8  |
| 13 | 4,8 | Rókus, vasútállomás bejárati út   | 3,5 | 6  |
| 15 | 6,0 | Fonógyári út                      | 2,4 | 5  |
| 17 | 7,1 | Lemezgyár                         | 1,3 | 3  |
| 18 | 7,4 | Tejipari Rt.                      | 1,0 | 2  |
| 19 | 7,9 | Házgyár                           | 0,5 | 1  |
| 20 | 8,1 | Gumigyár végállomás               | 0,0 | 0  |